# Estación de Villar del Campo
Villar del Campo fue una estación de ferrocarril situada en el municipio español de Villar del Campo, en la provincia de Soria, región de Castilla y León. Perteneciente a la línea Soria-Castejón, las instalaciones estuvieron en servicio entre 1941 y 1996.

## Situación ferroviaria
La estación estaba situada en el punto kilométrico 35,3 de la línea férrea de ancho ibérico Soria-Castejón.

## Historia
La construcción de la línea Soria-Castejón estaba prevista en el Plan de Ferrocarriles de Urgente Construcción que promulgó la dictadura de Primo de Rivera. La construcción del trazado se inició en 1927, si bien los trabajos se alargaron debido a las vicisitudes de la época. La línea fue inaugurada oficialmente en septiembre de 1941. Las infraestructuras pasaron a integrarse en RENFE, empresa estatal creada ese mismo año por la nacionalización de la red ferroviaria de ancho ibérico. La estación de Villar del Campo, que en un principio dispuso de varias vías de servicio, eventualmente acabaría siendo rebajada a la categoría de apeadero. En 1996 se cerró a la circulación el trazado comprendido entre Soria y Castejón debido al escaso tráfico que movía, quedando sin servicio las infraestructuras. En la actualidad las instalaciones están abandonadas.